# Jacek Butrymowicz
Jacek Butrymowicz (ur. 4 października 1935 w Krakowie) – polski reżyser i scenarzysta filmowy.

## Życiorys
Jest absolwentem Wyższej Szkoły Pedagogicznej w Krakowie (dyplom w 1960) oraz absolwentem wydziału reżyserii PWSTiF w Łodzi (studia ukończył w 1965; dyplom uzyskał w 1969). Debiutował jako II reżyser przy filmie Jowita (1967) Janusza Morgensterna. W podobnym charakterze pracował również m.in. przy filmach: Życie rodzinne (1970; reż. Krzysztof Zanussi), Zabijcie czarną owcę (1972; reż. Jerzy Passendorfer), Godzina „W” (1979; reż. J. Morgenstern), Dłużnicy śmierci (1985; reż. Włodzimierz Gołaszewski), Cudzoziemka (1986; reż. Ryszard Ber), Ogniem i mieczem (1999; reż. Jerzy Hoffman) oraz serialach TV: Polskie drogi i M jak miłość. Zagrał niewielkie role w serialach: Stawka większa niż życie (w odc. 1.) i Kolumbowie (w odc. 5. jako podchorąży Kmita).
Samodzielnie wyreżyserował 2 filmy i 1 serial telewizyjny. Zrealizowany w 1972 Kwiat paproci z Bohdanem Łazuką w roli głównej przez lata uznawany był za zaginiony i powszechnie uważany jest za ostatniego „półkownika” w polskim kinie. Odnaleziony po 37 latach miał premierę w 2009. W 1987 Butrymowicz wyreżyserował 4-odcinkowy serial o tematyce wojennej pt. Śmieciarz, a 2 lata później również rozgrywający się w okresie II wojny światowej film Virtuti (1989).